# Das Weiße im Auge
Das Weiße im Auge (Originaltitel: Death Wish 4: The Crackdown) ist ein amerikanischer Actionthriller aus dem Jahr 1987 von J. Lee Thompson. Der Film stellt den vierten Teil der Death-Wish-Reihe mit Charles Bronson in der Hauptrolle dar.

## Handlung
Seit einiger Zeit lebt Paul Kersey wieder in normalen Verhältnissen und eigenem Architektenbüro mit seiner Freundin Karen Sheldon und ihrer Tochter Erica zusammen. Doch ihn plagen Alpträume, in denen er als Rächer wieder sein Unwesen treibt. Als eines Abends Erica mit ihrem Freund die nächstgelegene Disco besucht, nimmt sie eine zu hohe Dosis einer Droge ein, an der sie stirbt. Ihr Freund will den Dealer zur Rede stellen. Als er aber von diesem getötet wird, kommt es zu einer Verfolgungsjagd mit Kersey, der den Jungen beschattet hat und den Dealer tötet. Am nächsten Tag erhält Kersey eine Nachricht des Millionärs Nathan White. White erzählt ihm, dass auch sein Kind an einer Überdosis starb und er ihn finanziell unterstützen will, um die Hintermänner zur Strecke zu bringen. Kersey erhält Material über den Drogenboss Zacharias und setzt ihm durch verschiedene Attentate zu. Zacharias glaubt, dass die Konkurrenz der Romeros dahinterstecke und es kommt beinahe zu einer Fehde. Doch Kersey setzt auch der anderen Seite zu. Währenddessen ist ihm auch Detective Reiner auf der Spur. Dieser ahnt aber nicht, dass sein Kollege Nozaki von Zacharias bezahlt wird. Nur Kersey erfährt davon und tötet Nozaki in Notwehr. Inzwischen versucht Karen, von Beruf Journalistin, auf ihre Weise per Bestechung den Mörder ihrer Tochter zu ermitteln. Nachdem Kersey das Versöhnungstreffen von Zacharias und Romero auf einem Ölfeld sabotiert hat, soll er überraschend ausgeschaltet werden. Als er bei White anklopft, stellt er fest, dass er die ganze Zeit benutzt wurde und ein dritter Drogenboss, der sich als White ausgab, den Markt übernehmen will. Zwischenzeitlich hat dieser Karen mit einem Trick entführt und erpresst Kersey. Kersey findet ihn auf einer Rollschuhbahn und es kommt zum Showdown. White kann mit Karen fliehen, doch Kersey stellt ihn in einem Park. Als Karen versucht zu fliehen, wird sie von White erschossen. Kersey tötet ihn mit dem Granatwerfer seiner M16. Reiner nähert sich Kersey und verlangt von ihm, sich zu stellen, doch Kersey geht einfach seiner Wege.

## Kritiken
„Ein handwerklich routiniertes, gedanklich billiges Serienprodukt, das nur in seinen Brutalitäten ein überdurchschnittliches Maß erreicht.“

„Wer allergisch auf politisch fragwürdige Selbstjustiz-Phantasien reagiert, sollte seine Nerven schonen und einen großen Bogen um "Death Wish 4" machen. Wer es dagegen gerne ruppig und dreckig hat, wird hier mit einem fiesen Action-Quickie der etwas hüftsteifen, zum Ende hin jedoch mit ungeahnter Konsequenz auftrumpfenden Art bedient.“

## Hintergrund und Trivia
- Der Film war der erste der Reihe, der nicht mehr von Michael Winner inszeniert wurde, da dieser mit den Arbeiten zu Rendezvous mit einer Leiche (1988) beschäftigt war. Regisseur Thompson drehte für Cannon Films acht Filme und insgesamt neun mit Bronson in der Hauptrolle.[4]
- An den US-amerikanische Kinokassen spielte der Film weniger als 7 Millionen Dollar ein, rund zehn weniger als der Vorgänger. Weitere Einnahmen wurden auf dem Videomarkt generiert und die internationale Kinoauswertung.[5]
- Der vierte Teil der Filmreihe ist von allen Fortsetzungen derjenige, der von den Kritikern am besten bewertet wurde.[6]
- Filmeditor Peter Lee-Thompson ist der Sohn des Regisseurs. Auch er war mehrfach für Cannon Films aktiv.[7]
- Soon-Tek Oh ist auch bekannt als Inspector Hip aus dem James-Bond-Film Der Mann mit dem goldenen Colt
- Tim Russ – bekannt als Vulkanier Tuvok in Star Trek: Raumschiff Voyager – spielt hier einen Dealer.
- Im September 2017 wurde die Indizierung in Deutschland aufgehoben.[8]

## Fortsetzung
- Mit Death Wish V – Antlitz des Todes (1994) wurde ein weiterer Teil der Reihe veröffentlicht, der diese zugleich abschloss. Die Regie übernahm Allan A. Goldstein.